# Ghoul (együttes)
A Ghoul amerikai death/thrash metal együttes a kaliforniai Oakland-ből. Tagjai maszkokat viselnek, különleges művésznevekkel rendelkeznek, illetve több egyéb zenekarban is játszottak már (például Wolves in the Throne Room, Impaled, Exhumed, Morbid Angel stb.) 2001-ben alakultak. Első nagylemezük 2002-ben jelent meg. Szövegeik témái: humor, halál, horror, metal. 2019-ben képregényt is készítettek, amely a kitalált "Creepsylvaniában" játszódik.

## Tagok
- Cremator (Ross Sewage) – ének, basszusgitár (2003–)
- Digestor (Sean McGrath) – ének, gitár (2001–)
- Dissector (Peter Svoboda) – ének, gitár (2014–)
- Fermentor (Justin Ennis) – ének, dob (2017–)

## Diszkográfia
- We Came for the Dead!! (2002)
- Maniaxe (2003)
- Splatterthrash (2006)
- Transmission Zero (2011)
- Dungeon Bastards (2016)

## Egyéb kiadványok
EP-k
- Hang Ten (2014)

Válogatáslemezek, split lemezek
- We Came for the Dead & Maniaxe (2008)
- Ghoul / Brody's Militia (2008)
- Splatterhash (split lemez a Cannabis Corpse-szal, 2013)
- Ill Bill / Ghoul (2018)

Demók
- Ghoul's Night Out (2001)

Kislemezek
- Kids in America (Kim Wilde feldolgozás, 2012)